# Getting Up Made Easy
Getting Up Made Easy byl britský němý film z roku 1903. Režisérem byl Percy Stow (1876–1919). Film měl premiéru v lednu 1903 a v současnosti je považován za ztracený.

## Děj
Muž se obléká, aniž by se dotkl svého oblečení.